# Foulla
Ne doit pas être confondu avec Foula.
Foulla est une localité située dans le département de Korsimoro de la province du Sanmatenga dans la région Centre-Nord au Burkina Faso.

## Économie
L'agro-pastoralisme est l'activité principale de Foulla.

## Éducation et santé
Depuis 2021, Foulla accueille un centre de santé et de promotion sociale (CSPS) tandis que le centre hospitalier régional (CHR) se trouve à Kaya.
Le village possède deux écoles primaires publiques.